# Ventrifossa longibarbata
Ventrifossa longibarbata är en fiskart som beskrevs av Okamura 1982. Ventrifossa longibarbata ingår i släktet Ventrifossa och familjen skolästfiskar. Inga underarter finns listade i Catalogue of Life.